# Elza Jereb
Elza Jereb, slovenska jezikoslovka, prevajalka in urednica, * 16. julij 1935, Moûtiers, v departmaju Savoja,  Francija.

## Življenjepis
Jerebova je 1959 diplomirala na ljubljanski filozofski fakulteti iz angleščine in francoščine in se nato izpopolnjevala v Londonu in Grenoblu, kjer je 1968 tudi magistrirala. Sprva je bila srednješolska profesorica, nato se je zaposlila na filozofski fakulteti v Ljubljani (1984-1994) kot višja predavateljica za francoski jezik in metodiko. Za prevajalsko delo je prejela francosko odlikovanje akademske palme.

## Delo
Uredila je več letnikov revije Le Livre slovène, objavila več pedagoških jezikovnih priročnikov in razprav (Francoska slovnica po naše, 1995) ter prevajala iz slovenščine v angleščino in francoščino leposlovna dela (Cankarja, Voranca, Bevka in drugih), eseje (Vidmarja, Kumbatoviča), strokovna bsedila s področja teatreologija in likovne umetnosti, zlasti pa sodobne radijske in televizijske igre. 